# Phares d'ouest
Phares d'ouest è un documentario del 1990 diretto da Bernard Poggi.

## Trama
Dodici ragazzi francesi, accompagnati dai loro insegnanti attraversano l'Atlantico utilizzando apparecchiature di navigazione simili a quelle che aveva Cristoforo Colombo. Essi viaggiano a borde di un vecchio veliero bretone chiamato Karrek Ven, costruito in Francia, a Douarnenez nel 1943 e spesso utilizzato da organizzazioni e scuole per la formazione dei giovani alla ricerca del mondo e uno stile di vita attivo.
Nel corso del loro viaggio, i ragazzi fanno sosta alle Isole Canarie, alle Antille, in Venezuela e in altre località. Ad ogni tappa conducono ricerche sui luoghi che visitano ed hanno conversazioni con studiosi locali.
Il documentario è molto simile alla serie di Charles-Hervé Gruyer girati a bordo della Fleur de Lampaul.
La serie ha ricevuto alcune critiche a causa delle presenza di alcune scene di nudo integrale dei ragazzi. In realtà tali scene di nudo sono alquanto caste e i genitali non vengono mai mostrati.

## Episodi
Il documentario è suddiviso nei seguenti episodi:
- Le secret de Colomb
- Escale aux Canaries
- Le mystère des Guanches
- Une île sans bateaux
- Dans la houle de l'Atlantique
- A nous les Antilles !
- L'île aux perles
- Au paradis de Christophe Colomb
- Les navigateurs des Caraïbes
- Sur la piste du Lambi
- Une civilisation disparue